# کارخانه‌های دره درونت
کارخانه‌های دره درونت (انگلیسی: Derwent Valley Mills) کارخانه‌های ریسندگی پنبه و ابریشم در دربی‌شر، انگلستان بوده‌اند که در سال ۲۰۰۱ در فهرست میراث جهانی یونسکو ثبت شده و هم‌اکنون به عنوان موزه استفاده می‌شوند.
این کارخانه‌ها که در کنار رود درونت قرار دارند در سال ۱۷۱۹ توسط جان لامب بنیان‌گذاری شده و براساس قدرت آب کار می‌کرده‌اند اما با اختراع ماشین ریسندگی توسط ریچارد آرک رایت در دهه ۱۷۷۰ میلادی سیستم تولید کارخانه مدرن‌تر شده است، فعالیت این کارخانه‌ها همزمان با اوایل انقلاب صنعتی در انگلستان بوده و اولین شهرک کارگری انگلستان در کرومفورد برای اسکان کارگران صنعت نساجی ساخته شده است.
مجموعه ثبت شده شامل مناطق کرومفورد، بلپر، دارلی ابی و میلفورد می‌باشد و محدوده‌ای به وسعت ۱۲٫۳ کیلومتر مربع (۴٫۷ مایل مربع) است.

## نگارخانه

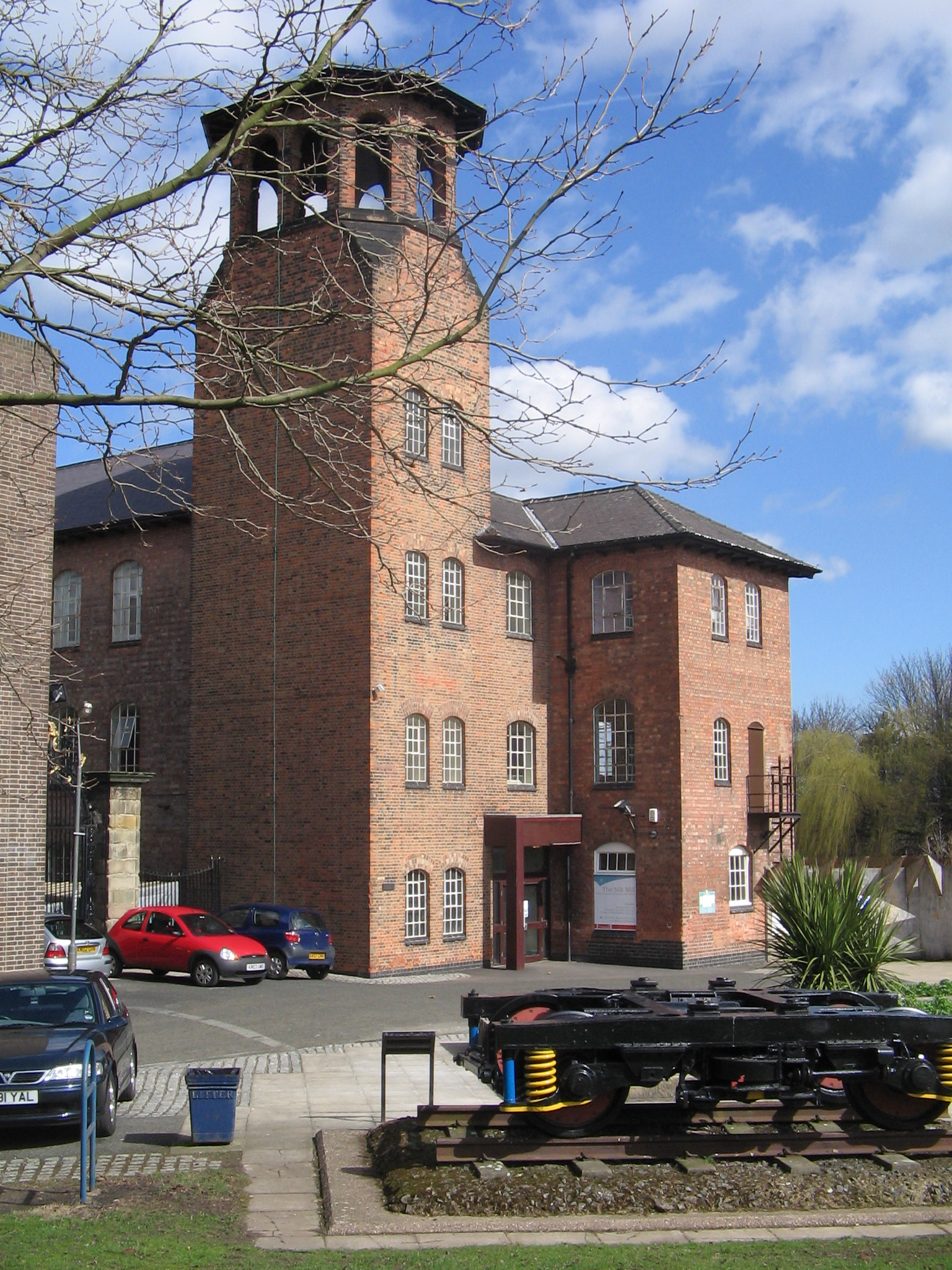
کارخانه ابریشم دربی
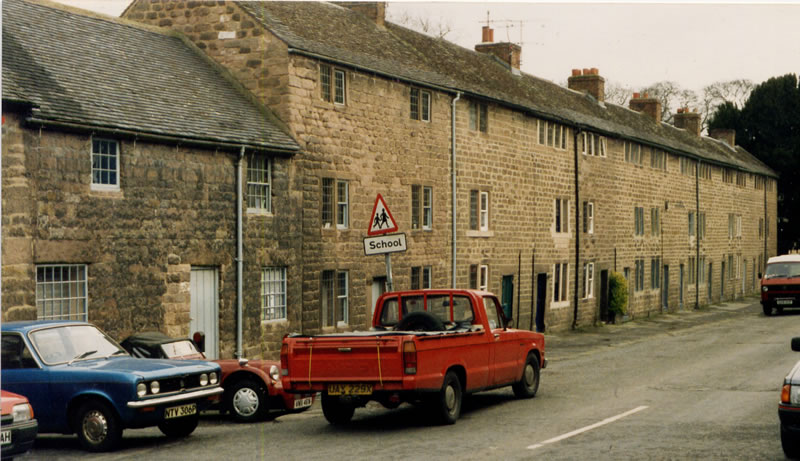
ساختمان‌های کارگران در کرومفورد
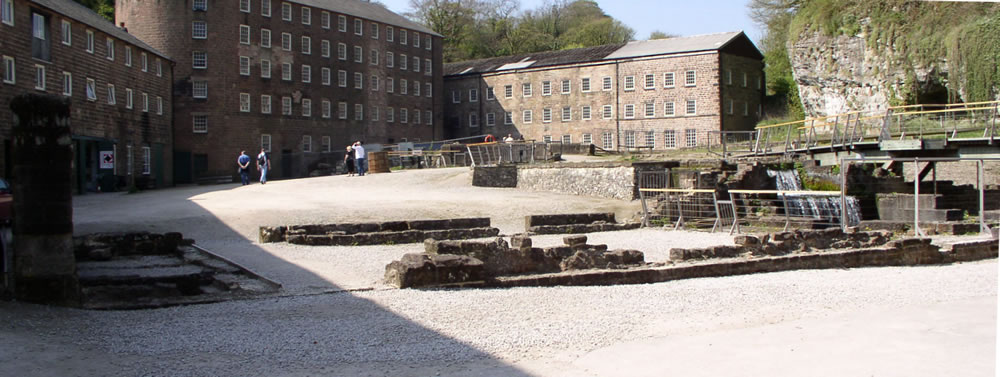
کارخانه کرومفورد